# 天主教堂 (博罗县)
天主教堂，位于中国广东省惠州市博罗县柏塘镇政府内，为博罗县的一个县级文物保护单位，类型为古建筑，公布时间为1985年。
天主教堂的历史年代为清代。